# Clara Codd

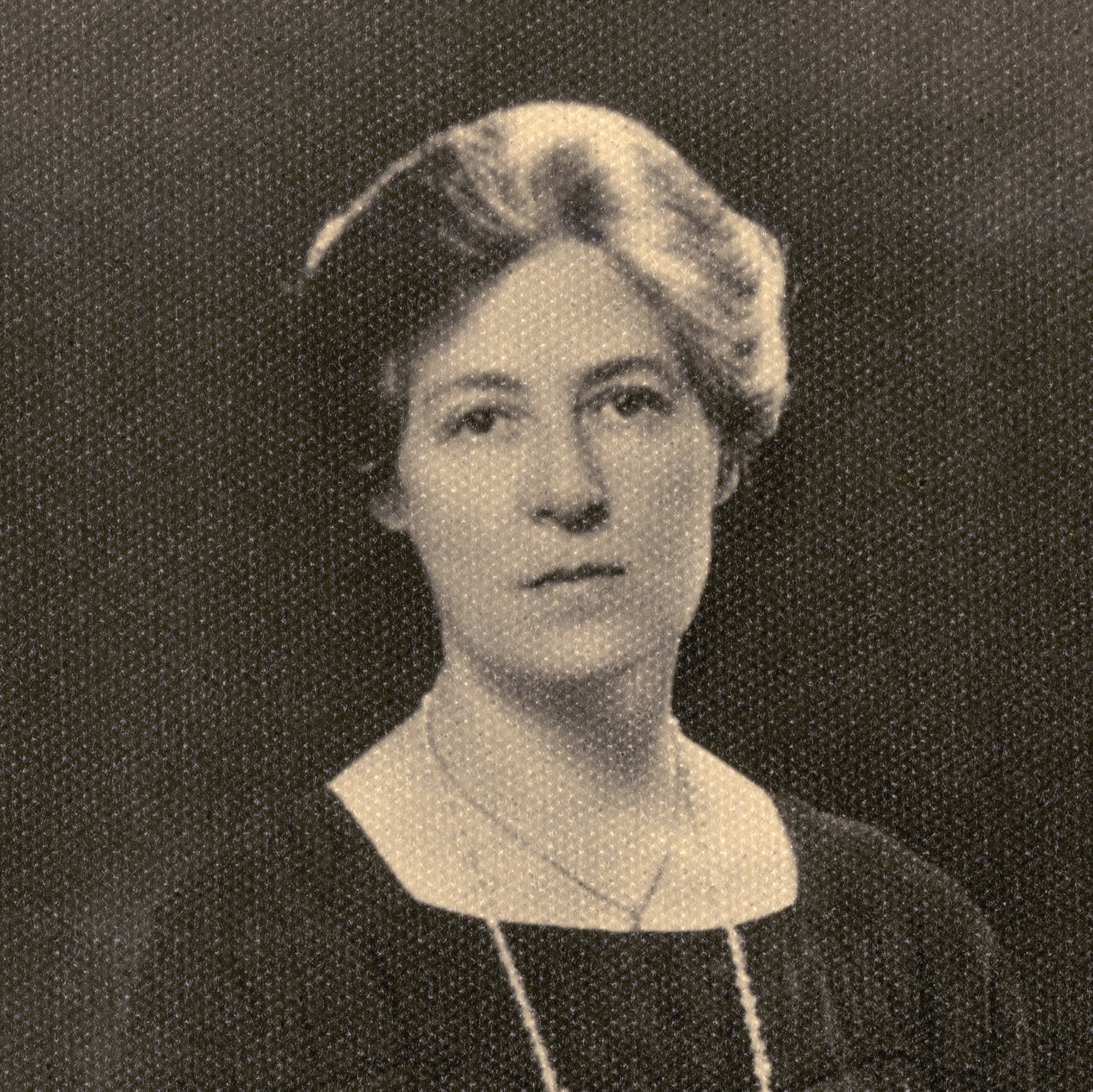
Clara Codd, ca. 1910

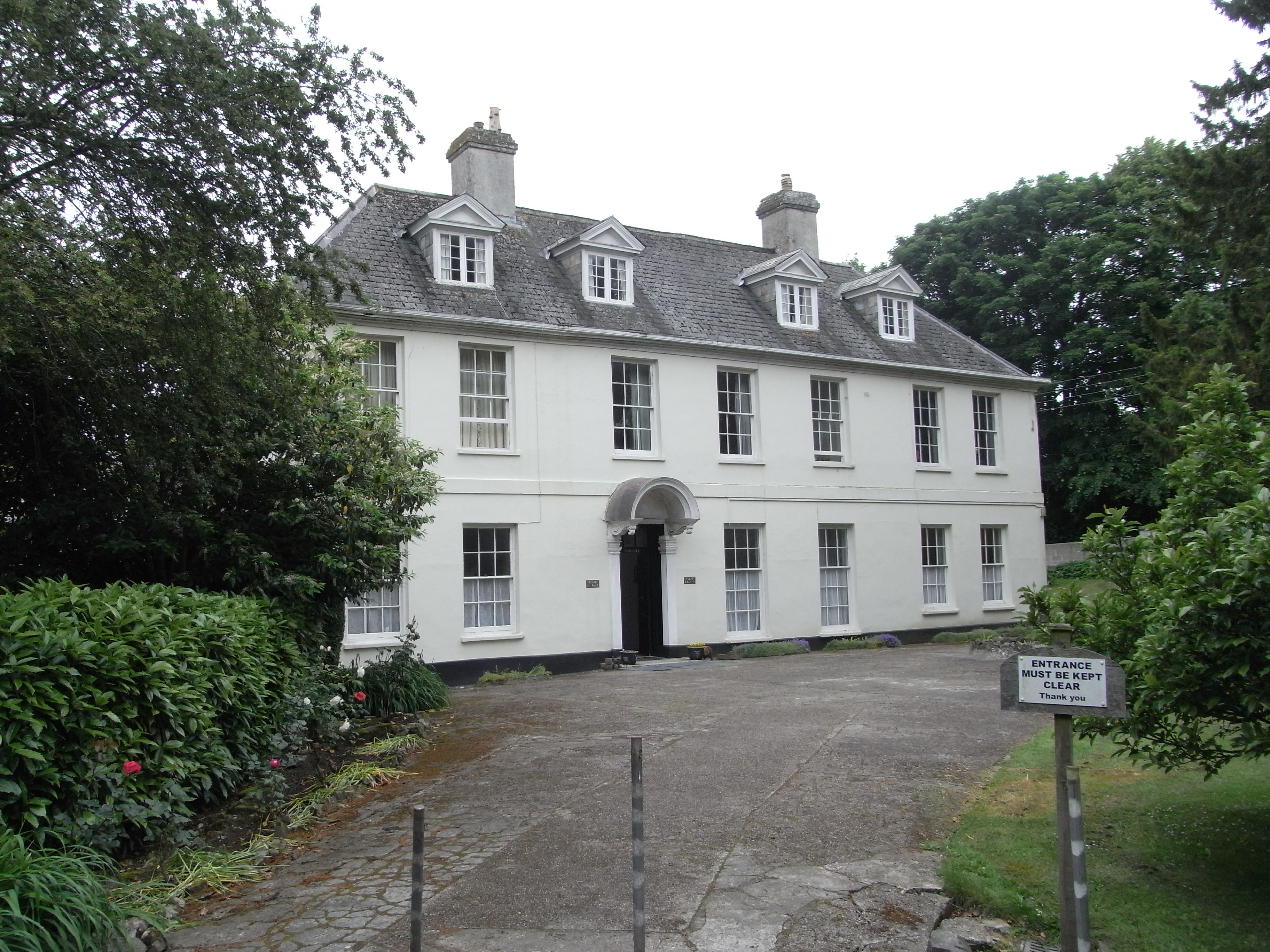
Geburtshaus Pill House, Bishop’s Tawton, Devon

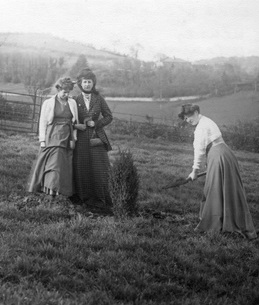
Codd beim Setzen eines Gedenkbaumes im Garten von Eagle House zusammen mit Annie Kenney und Florence Canning, 1909

Clara Margaret Codd (* 10. Oktober 1876 in Bishop’s Tawton, Devon; † 3. April 1971 im Heatherwood Hospital, Ascot, Berkshire) war eine englisch-britische Theosophin, Autorin und Suffragette.

## Leben
Codd wurde als erstes Kind von Henry Frederick Codd und Clara Virginia Codd (geborene Botto) geboren. Sie hatte neun Geschwister und wurde zu Hause von mehreren Gouvernanten unterrichtet. Im Alter von fünfzehn Jahren wurde sie Atheistin. Nach dem Tod ihres Vaters zog die Familie nach Genf, wo Codd selbst als Gouvernante und Kostümmodell arbeitete und reiste, um Geige und Klavier zu spielen. Sie bekehrte sich zur Theosophie, nachdem sie einen Vortrag des ersten Präsidenten der Theosophischen Gesellschaft, Henry Steel Olcott, in Genf gehört hatte.
1903 trat sie in Großbritannien der Theosophischen Gesellschaft bei und trat 1907 auch der militanten Women’s Social and Political Union (WSPU) bei. Aeta Lamb bat sie, bei der Organisation eines Besuchs von Christabel Pankhurst und Annie Kenney zu helfen, und im folgenden Jahr wurde sie zur Sekretärin der WSPU-Zweigstelle in Bath gewählt. In der Nähe wohnte in Eagle House die Familie von Mary Blathwayt. Fast alle prominenten britischen Suffragetten besuchten das Haus, und Codd übernachtete und schlief bei Annie Kenney.
Codd wurde am 13. Oktober 1908 vor dem Unterhaus zusammen mit Emmeline Pankhurst, Christabel Pankhurst, Flora Drummond und anderen verhaftet, weil sie einen „Sturm auf das Parlament“ organisiert hätten. Es war der Tag, an dem das Parlament über die Women's Enfranchisement Bill debattierte. 60.000 Menschen nahmen an der Veranstaltung teil, und sie war eine der 37 Verhafteten. Sie wurde zu einem Monat Gefängnis verurteilt. Christabel Pankhurst bemühte sich um eine Anstellung für sie, doch Codd lehnte das Angebot ab.
1909 wurde Codd wie andere Suffragetten, die verhaftet worden waren, eingeladen, einen Gedenkbaum im Garten von Eagle House zu setzen. Danach schien sie sich von der WSPU entfernt zu haben.
Sie arbeitete kurz als Lehrerin, bevor sie sich stärker mit der Theosophischen Gesellschaft beschäftigte. Sie ging für zwei Jahre in das Hauptquartier der Gesellschaft in Adyar in Indien. Sie hielt für die Gesellschaft bis an ihr Lebensende weltweit Vorträge. und hinterließ eine sehr große Menge theosophischer Schriften, Briefe und Vorträge.
Codd starb 1971 im Heatherwood Hospital in Ascot.